# Pallone d'oro 2021
Il Pallone d'oro 2021 è stato consegnato il 29 novembre 2021 a Parigi ed è stato vinto da Lionel Messi, al settimo successo nella storia del riconoscimento. Come nell'edizione precedente, sono stati assegnati il Pallone d'oro femminile, il Trofeo Kopa e il Trofeo Jašin, vinti rispettivamente da Alexia Putellas, Pedri e Gianluigi Donnarumma. Sono stati assegnati anche due nuovi riconoscimenti, al miglior attaccante e alla migliore squadra di club, vinti rispettivamente da Robert Lewandowski e dal Chelsea.

## Pallone d'oro

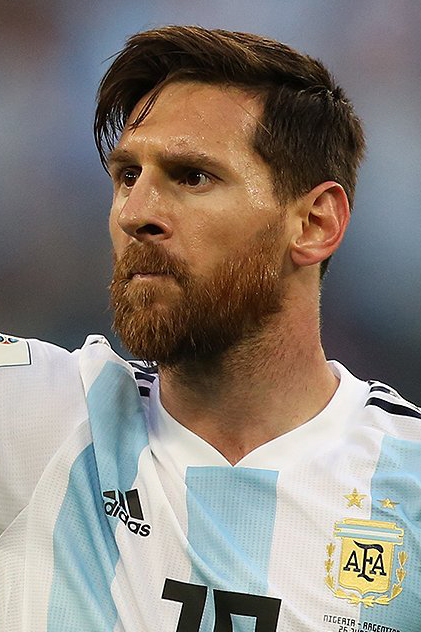
Lionel Messi, vincitore del Pallone d'oro.

I 30 candidati alla vittoria finale sono stati resi noti l'8 ottobre 2021. Il vincitore è stato annunciato il 29 novembre successivo.

## Pallone d'oro femminile

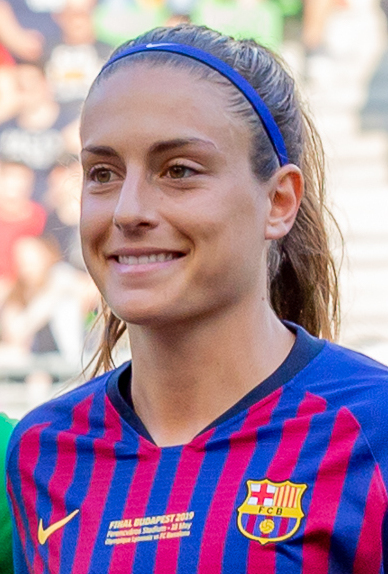
Alexia Putellas, vincitrice del Pallone d'oro femminile.

Le 20 candidate alla vittoria finale sono state rese note l'8 ottobre 2021.

## Trofeo Kopa
I 10 candidati alla vittoria finale sono stati resi noti l'8 ottobre 2021.

## Trofeo Jašin

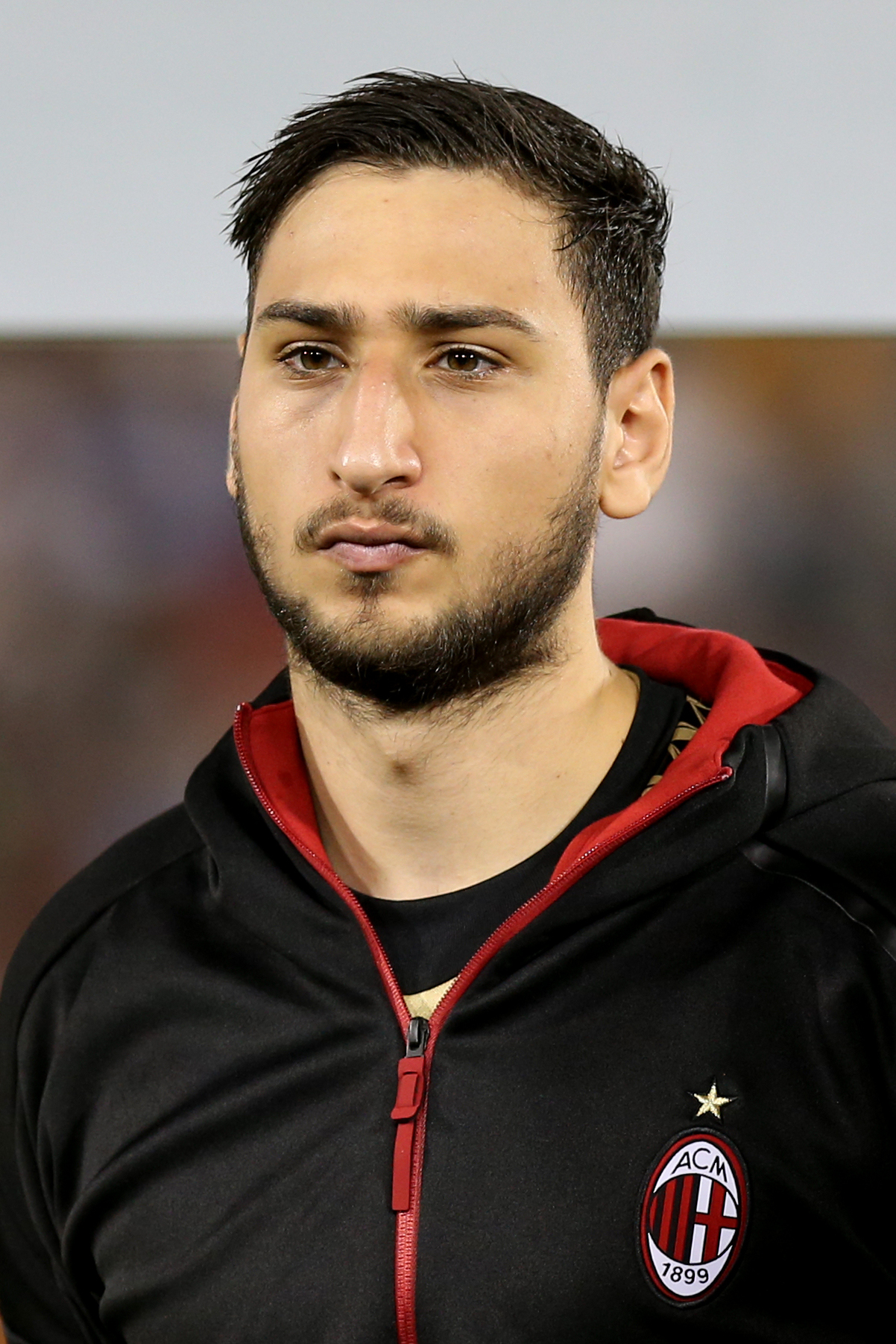
Gianluigi Donnarumma, vincitore del Trofeo Jašin.

I 10 candidati alla vittoria finale sono stati resi noti l'8 ottobre 2021.